# Gronaulax pallifrons
Gronaulax pallifrons är en stekelart som först beskrevs av Smith 1858.  Gronaulax pallifrons ingår i släktet Gronaulax och familjen bracksteklar. Inga underarter finns listade i Catalogue of Life.